# Sugoroku
Sugoroku (japonsko 雙六 ali 双六; dobesedno dvojna šestica) je japonska oblika igre backgammon. Igra podobna backgammonu se imenuje ban-sugoroku (盤双六, 'namizni sugoroku'). 
Ban-sugoroku se igra enako kot backgammon. Igra ima celo enak začetni položaj. Razlikuje se samo v dveh podrobnostih:
1. Podvojitve niso odlikovane. Četudi se vrže dve enaki kocki, se vsaka kocka šteje samo enkrat in ne dvojno kot pri backgammonu.
2. Figure se ne spravlja ven kot pri igri človek ne jezi se ali pri backgammonu. Cilje igre je, da se najhitreje spravi vseh petnajst figur v pripadajočo hišo.

## Zgodovina igre
Verjamejo, da je igra prišla na Japonsko v 6. stoletju iz Kitajske. Tam so jo poznali pod imenom Šuang-lu. Igro so še posebej priznali leta 689 in 754. Čeprav je igra drugod zamrla, je zelo razširjena na Japonskem, delno zaradi reklame časopisa Kingu, ki je leta 1925 brezplačno vključil desko za igro in prodal 740.000 izvodov.
Še ena različna igra se imenuje sugoroku, oziroma točneje e-sugoroku (絵双六, 'slikovni sugoroku'). Ta igra je podobna igri kače in lestve.